# Rudi Kurz
Rudi Kurz (sinh 9 tháng 5 năm 1921 tại Ludwigshafen) là một diễn viên, đạo diễn điện ảnh người Đức.

## Tiểu sử
Kurz học trường điện ảnh ở Mannheim. Sau khi học xong, ông trở thành diễn viên, biên tập rồi trở thành Giám đốc nhà hát Altenburg. Năm năm sau đó là thời gian ông làm giám đốc tại Schauspielhaus và nhà hát Leipzig, giám đốc của nhà hát tuổi trẻ. Ngoài ra, ông còn là giảng viên tại Học viện Nhà hát ở Leipzig.
Từ 1958-1960 lần đầu tiên Kurz làm đạo diễn phim truyền hình. Sau đó, ông đạo diễn khoảng 20 vở kịch và một loạt các bộ phim. Tác phẩm của ông được nhiều khán giả Đức chú ý là những bộ phim truyền hình 5 tập Das grüne Ungeheuer, Die Spur führt in den 7. Himmel, phim 13 tập Hồ sơ thần chết, Mặt trận không khoan nhượng. Đây là 2 bộ phim quen thuộc với khán giả truyền hình Việt Nam những năm 1980.
Ông còn làm những bộ phim chính trị và tiểu sử (về cuộc đời Hans Beimler, Artur Becker và Ernst Schneller).

## Các phim tham gia
Phim rạp
- 1959/60: Das Stacheltier (mehrere Kurzfilme)
- 1962: Die aus der 12b

Phim truyền hình
- 1958: Blaues Blut und zarte Pelle
- 1960: Parole freies Deutschland
- 1961: Vielgeliebtes Sternchen
- 1962: Das grüne Ungeheuer (5 Teile)
- 1963: Die Spur führt in den 7. Himmel (5 Teile)
- 1964: Es geht nicht ohne Liebe (TV)
- 1964: Der Fund
- 1964: Licht auf den Feldern
- 1966: Ohne Kampf kein Sieg (5 Teile)
- 1967: Der Mann aus Kanada
- 1968: Treffpunkt Genf (2 Teile)
- 1969: Projekt Aqua (2 Teile)
- 1969: Hans Beimler, Kamerad (4 Teile)
- 1971: Artur Becker (3 Teile)
- 1972: Das Geheimnis der Anden (5 Teile)
- 1974: Der Leutnant vom Schwanenkietz (3 Teile; über die Arbeit eines Volkspolizisten in Berlin)
- 1977: Ernst Schneller (2 Teile; die Geschichte des Arbeiterführers, Lehrers und Kommunisten)
- 1980: Archiv des Todes (13 Teile; über das NS-Archiv Wieliczka)
- 1984: Front ohne Gnade (13 Teile; der Kampf gegen Faschismus und Krieg in Deutschland, Spanien und der Sowjetunion zwischen 1934 und 1945)
- 1986: Rund um die Uhr [Autor], (7 Teile)

## Ấn phẩm
- Rudi Kurz: Hans Beimler, Kamerad. 248 S., zahlreiche Abbildungen. Henschelverlag, Berlin 1970.
- Rudi Kurz: Das grüne und andere Ungeheuer. Theater-, Fernseh- und Lebenszeit. 334 S., zahlreiche Abbildungen. Verlag Wiljo Heinen, Böklund 2008, ISBN 978-3-939828-24-2.

Một số câu chuyện trong cuốn sách này đã xuất hiện trong:
- „RotFuchs". (2006 und 2007)
- Gespräche am deutschen Kamin. Thurneyser-Verlag, 2007.
- Spuren der Wahrheit. DDR – unauslöschbar. GNN-Verlag, 2008.

## Tác phẩm
- Ingeborg Münz-Koenen: zu „Hans Beimler, Kamerad". in: Fernsehdramatik. Experimente, Methoden, Tendenzen. Akademie-Verlag, Berlin 1974, S. 228–231.
- B. Thurm: zu „Ohne Kampf kein Sieg". in: Film- und Fernsehkunst der DDR. Traditionen, Beispiele, Tendenzen. Henschelverlag, Berlin 1979, S. 290–291.
- Peter Hoff: Abenteuergeschichte oder Geschichte als Abenteuer? Überlegungen zur Fernsehserie „Front ohne Gnade". In: Prisma. Kino- und Fernsehalmanach Nr. 16, Henschelverlag, Berlin 1985, S. 55–68.